# بيدرو ألفيس دا سيلفا
بيدرو ألفيس دا سيلفا (بالبرتغالية: Pedro Alves da Silva‏) هو لاعب كرة قدم برازيلي في مركز الدفاع، ولد في 25 أبريل 1981 في برازيليا في البرازيل. لعب مع جمعية أرابيراكا الرياضية وسبورتينغ لشبونة ونادي أكاديميكا كويمبرا ونادي أيه بي سي ونادي إنترناسيونال ونادي بالميراس ونادي بورتيمونينسي ونادي سانتوس ونادي فيتوريا ونادي فيغورينسي ونادي كورينثيانز ونادي نوفو هامبورغو.

## وصلات خارجية
- بيدرو ألفيس دا سيلفا على موقع قاعدة بيانات كرة القدم.إي يو (الإنجليزية)
- بيدرو ألفيس دا سيلفا على موقع Soccerway.com (الإنجليزية)
- بيدرو ألفيس دا سيلفا على موقع عالم كرة القدم.نت (الإنجليزية)